# News Now
O Now, ou então News Now, é um canal de TV fechado português, pertencente ao grupo Medialivre, sendo o segundo canal deste grupo (depois da CMTV). É um canal de informação. O canal iniciou as suas emissões a 17 de junho de 2024
O canal ocupa a posição número 9 nas grelhas das operadora de televisão portuguesas MEO, NOS e Vodafone Portugal, emitindo 24 horas por dia.

## História
A marca deu entrada no Instituto Nacional de Propriedade Industrial (INPI) no dia 20 de fevereiro com um pedido de registo que se encontra, neste momento, a “aguardar oposição”. Segundo o site do INPI, o processo deve estar concluído até 2 de maio.

Logotipo apresentado no pedido de registo ao Instituto Nacional de Propriedade Industrial.

A 5 de março a Medialivre inaugurou um novo estúdio com vista a novo canal de televisão.
O canal foi apresentado no dia 3 de maio de 2024. Nessa mesma apresentação, foi revelado o logótipo definitivo do News Now, que se assemelha ao logótipo que o extinto canal espanhol Nou Televisió teve entre e 2005 e 2013. 
Luís Santana, presidente executivo do grupo Medialivre que explica a razão do nome do canal de informação: “É ‘News’ porque é notícias e ‘Now’ porque o ‘claim’ do canal é a notícia exata na hora certa”, diz.
No dia 14 de maio de 2024, foi anunciada a estreia do canal a 17 de junho na antena portuguesa.
O Now e a Euronews assinaram um acordo de parceria para a produção e difusão de conteúdos informativos nos dois canais noticiosos. Em 2024, o canal ainda apresentava algumas peças da Euronews, porém isso deixou de acontecer.
Durante boa parte da madrugada, embora o canal apresente a palavra "direto" por debaixo do seu logotipo, os noticiários que apresenta são na verdade reposições de noticiários emitidos em direto ao início da noite. Nos dias úteis, a emissão em direto inicia-se às 5ː45.
Com uma aposta forte nos comentadores, o Now tornou-se o segundo canal a ter um representante do Chega - neste caso, a deputada Rita Matias - nos seus espaços de comentário regulares.
Em 2025, o programa de reportagens Repórter Sábado - também disponível no site da Sábado -, de Ana Leal, tem conseguido boas audiências com reportagens que se focam em retratos negativos de imigrantes, especialmente da Ásia Meridional, em Portugal.

## Audiências
No seu primeiro mês de emissão, o Now ficou atrás dos seus três concorrentes diretos (SIC Notícias, RTP3 e CNN Portugal), com um share de 0,5%, ficando três décimas atrás da RTP3, o canal concorrente mais próximo em termos de share conseguido. Em setembro de 2024, o Now ultrapassou a RTP3, obtendo 0,82% de share, ao passo que o canal público conseguiu 0,77% de share.

## Direção
- Diretor-Geral Editorial: Carlos Rodrigues
- DGE Adjuntos: Armando Esteves Pereira, Bernardo Ribeiro, Eduardo Dâmaso
- Diretor Executivo: Paulo Oliveira Lima
- Diretora Negócios: Diana Ramos
- Diretor Sábado: Nuno Tiago Pinto
- Diretor Executivo Record: Sérgio Krithinas
- Diretora Máxima: Rosário Mello e Castro
- Subdiretor Realização e Imagem: Rui Costa
- Diretor Produção: Pedro Morato
- Diretor IT: Rui Taveira

## Programas[19]
- News Now Todas as Manhãs
- News Now Todas as Tardes
- News Now Meia Noite
- News Now Todas as Noites
- Jornal do Mundo
- Liberdade de Expressão
- Negócios
- Jornal às 12
- Record na Hora
- Jornal às 20
- Informação Privilegiada
- Global 5.0
- Frente a Frente
- Sábado Viajante
- Máxima
- Repórter Sábado
- GPS
- Otimista (com António Costa)[20]

## Comentadores regulares
- Irineu Teixeira (jornalista) (2024 - presente)[21][22]
- Germano Almeida (2025 - presente)
- Major-General Isidro de Morais Pereira (2025 - presente)